# Frenesia del delitto
Frenesia del delitto (Compulsion) è un film drammatico statunitense del 1959 diretto da Richard Fleischer. Basato sul romanzo Compulsion di Meyer Levin, è il secondo film ispirato al caso giudiziario Leopold e Loeb, dopo Nodo alla gola (Rope), diretto da Alfred Hitchcock nel 1948.

## Trama
I due amici Judd Steiner (ispirato a Nathan Leopold) e Artie Strauss (ispirato a Richard Loeb) provengono da famiglie agiate e socialmente importanti. Studenti in Giurisprudenza all'Università di Chicago, credono entrambi di appartenere a una categoria di individui intellettualmente superiori (i superuomini di Friedrich Nietzsche). Per mettere alla prova Judd, Artie gli ordina di investire un passante ubriaco alla ricerca di un passaggio, ma Judd non se la sente di colpire l'uomo e lo evita all'ultimo momento. Artie rimprovera Judd: la sua scarsa convinzione testimonia un intelletto "non superiore". Per riabilitarsi agli occhi dell'amico, Judd accetta la prossima sfida: uccidere uno studente e poi chiederne il riscatto, per compiere il delitto perfetto. 
All'inizio i due sembrano collaborare con la polizia, anzi Artie con i suoi falsi suggerimenti cerca di depistare gli inquirenti e di fornire degli alibi, tuttavia alla fine i sospetti convergono su di loro a causa del ritrovamento degli occhiali di Steiner, inavvertitamente lasciati sulla scena del crimine. Il famoso avvocato Jonathan Wilk (ispirato alla figura di Clarence Darrow) assume la difesa dei due imputati e li salverà dalla forca pronunciando un'appassionante arringa finale contro la pena capitale.

## Accoglienza
Fu presentato in concorso al 12º Festival di Cannes, dove Orson Welles, Dean Stockwell e Bradford Dillman vinsero il premio per la miglior interpretazione maschile.

## Crediti
La regista francese Justine Triet, Palma d'oro al Festival di Cannes 2023 con Anatomie d'une chute,  riguardo alla scelta dell'attore Swann Arlaud ha dichiarato di essersi ispirata allo stile pacato della requisitoria finale di Orson Welles in Frenesia di un delitto, dove tutti sono falsi tranne lui che per altro sembra non voler convincere nessuno.

## Critica
Frenesia del delitto è valutato da Claudio M. Valentinetti un film «che vale la pena di ricordare», tra le interpretazioni di Orson Welles durante la sua breve parentesi a Hollywood dal 1957 al 1959, dove «il resto è ciarpame. (...) Welles nei panni dell'avvocato Jonathan Wilk tiene letteralmente gli spettatori inchiodati alla sedia con un monologo di 13 minuti contro la pena di morte». Per quanto riguarda Orson Welles visto nello stesso periodo, Georges Sadoul ha scritto, tralasciando completamente Frenesia di un delitto, che l'attore «fece d'un qualsiasi romanzo giallo una meditazione sul fascino del male e sulla corruzione della società americana (...)». Frenesia di un delitto è comunque citato da Sadoul nella stessa opera alla scheda su Richard Fleischer come film «audace e violento», che compensò «certe mediocrità come I diavoli del Pacifico».

## Riconoscimenti
- Festival di Cannes 1959
  - Miglior interpretazione maschile (Dean Stockwell, Orson Welles, Bradford Dillman)